# Johannes Grützke
Johannes Michael Wilhelm Grützke, né le 30 septembre 1937 à Berlin, mort le 17 mai 2017, dans la même ville, est un peintre, dessinateur, graphiste et scénographe allemand.

## Biographie
Johannes Grützke, né en septembre 1937, est le quatrième des cinq enfants de Dörthe et Wilhelm Grützke à Berlin-Karlshorst. Sauf pendant quatre années de guerre, durant la Seconde Guerre mondiale, et de troubles d'après-guerre, il grandit à Berlin-Moabit.
Il y revient en 1947. Il suit à Bonn une formation aux métiers du verre, puis, commence à peindre seul, en 1955. Il décide alors d’entreprendre une formation artistique. Il étudie à l’Université des arts de Berlin de 1957 à 1964, d'abord avec Hans Orlowski, puis comme élève de Peter Janssen. En 1962, il participe en tant qu'étudiant au cours dirigé par Oskar Kokoschka à l'Académie internationale d'été des beaux-arts de Salzbourg.
À Bad Godesberg, où il s'installe en 1964, il a sa première exposition personnelle la même année à la Galerie Pro, dirigée par Johannes Wasmuth. L'année suivante, de retour à Berlin, il fonde l'ensemble musical Die Erlebnisgeiger, avec lequel il se produit irrégulièrement en public. En 1973, il cofonde, notamment avec Matthias Koeppel et Manfred Bluth, la  Schule der neuen PrächtigkeitÉcole [École de la nouvelle magnificence].
Sa peinture évoque, dans un style figuratif, l’hyperréalisme et le cinéma, utilisant comme l’art cinématographique des cadrages en contre-plongée ou en gros plan qui, quelquefois, attirent l’œil du côté du faux-semblant. Les représentations des personnages sont souvent ironiquement exagérées. Pour le critique Philippe Dagen, « Grützke est d’abord un féroce déniaiseur du regard ».
En 1974, le Neue Berliner Kunstverein organise la première rétrospective qui lui soit consacrée, au château de Charlottenbourg, puis au Kunstverein Freiburg, à la Kunsthalle de Nurernberg et au Mannheimer Kunstverein. La même année, la première exposition commune de l'École de la nouvelle splendeur est également organisée par le Neue Berliner Kunstverein. En 1986, il reçoit le prix artistique de la Fondation Heitland, à Celle.
En plus d'être peintre, dessinateur et graveur, il travaille également  comme scénographe pour le théâtre dans les années 1980. Dès 1979, il entame une collaboration à long terme avec le réalisateur Peter Zadek. De 1985 à 1988, il est le conseiller artistique de Zadek au Deutsches Schauspielhaus de Hambourg et conçoit diverses productions, dont une version légendaire de Lulu de Frank Wedekind, de Ghetto et de Weiningers Nacht de Jehoshua Sobol, ainsi que du Marchand de Venise de Shakespeare au Burgtheater de Vienne (mais il intervient aussi par exemple sur des costumes, et des décors de scène pour Wilfried Minks).
En 1976/1977, il enseigne en tant que conférencier invité à l'Académie des Beaux-Arts de Hambourg, et en 1987, il revient à l'Académie internationale d'été de Salzbourg, cette fois-ci en tant que conférencier, prenant d'une certaine façon la suite de son ancien professeur Oskar Kokoschka. En 1990, il est l'un des membres fondateurs de la Künstlersonderbund in Deutschland, une association d'artistes visuels allemands ayant opté pour le figuratif contemporain. Le 16 avril 1991, une de ses œuvres est inaugurée dans l'Église Saint-Paul de Francfort, une ancienne église luthérienne connue en particulier pour avoir accueilli en 1848-1849 les séances du parlement de Francfort, la première assemblée librement élue dans l’histoire allemande, chargée de rédiger une constitution pour l’Allemagne unie après la révolution de Mars. Son œuvre est un tableau rond de 33 mètres de long représentant «Der Zug der Volksvertreter» [Le cortège des représentants du peuple], un cortège d'hommes en costume noir, un peu perturbé par des prolétaires de la cité,. De 1992 à 2002, il est professeur de peinture à l'Académie des Beaux-Arts de Nuremberg. Johannes Grützke est aussi membre de la Freie Akademie der Künste à Hambourg.
De novembre 2011 à avril 2012, une exposition complète de ses œuvres est organisée dans la série Werke und Dokumente [Œuvres et documents] des archives d'art allemandes au Germanisches Nationalmuseum de Nuremberg. En 2012, une sélection de peintures, dessins, pastels et une sculpture de la collection de l'artiste sont exposées au Marburger Kunstverein. Sous le titre Die ganze Welt in meinem Spiegel [Le monde entier dans mon miroir], le Stadtmuseum de  Berlin présente une rétrospective de ses œuvres produites sur cinq décennies en 2012, à l'occasion de la remise du prix Hannah Höch par le land de Berlin en 2012. En 2013, ses œuvres sont exposées dans le cadre de l'exposition Jacob Jordaens und die Moderne, [ Jacob Jordaens et le modernisme ], au Fridericianum de Cassel.
Il était marié à l'historienne de l'art française Bénédicte Savoy. Le mariage a donné naissance à deux enfants.
Johannes Grützke meurt à Berlin en mai 2017 à l'âge de 79 ans,.